# Плаксин, Игорь Николаевич
Игорь Никола́евич Пла́ксин (1900—1967) — советский учёный, педагог, горный инженер, доктор технических наук, профессор, член-корреспондент Академии наук СССР (1946). Основоположник современной гидрометаллургии благородных металлов и обогащения полезных ископаемых. Лауреат двух Сталинских премий 3-й степени (1951, 1952).

## Биография
Родился 8 октября 1900 года в Уфе.
В 1926 году окончил Государственный дальневосточный университет во Владивостоке, получив квалификацию горного инженера в области обогащения и гидрометаллургии.
С 1927 года работал в Химическом институте Академии наук СССР в лаборатории академика Н. С. Курнакова, где занимался исследованием вопросов гидрометаллургии благородных металлов и изучением сложных процессов обогащения на основе физической химии, физики твёрдого тела и минералогии.
В 1928 году перешёл на работу в Московскую горную академию на должность доцента, читал лекции по курсу металлургии золота и платины.
С 1930 по 1962 год работал в Московском институте цветных металлов и золота им. М. И. Калинина (ныне — Государственный университет цветных металлов и золота) заведующим кафедрой и лабораторией металлургии золота и платины.
Во время Великой Отечественной войны, в 1941—1943 годах, работал заместителем директора по научно-технической части Института механической обработки и обогащения полезных ископаемых, с 1944 года по предложению Института горного дела Академии наук СССР возглавил организованную им лабораторию, а затем отдел обогащения полезных ископаемых (в составе пяти лабораторий). Также заведовал кафедрой Уральского политехнического института имени С. М. Кирова.
С 4 декабря 1946 года — член-корреспондент Академии наук СССР — отделение технических наук (горное дело и обогащение полезных ископаемых, металлургия).
С 1947 по 1955 год — заместитель директора Института горного дела АН СССР.
В 1949 году совместно с Д. М. Юхановым опубликовал капитальную монографию «Гидрометаллургия», за что был удостоен звания лауреата Сталинской премии.
На протяжении 20-ти лет являлся членом и председателем экспертной комиссии ВАК по металлургическим специальностям, а в последние годы жизни — членом пленума ВАК.
Автор более 800 печатных работ и более 50 изобретений.

Могила И. Н. Плаксина на Новодевичьем кладбище Москвы.

Умер 15 марта 1967 года. Похоронен в Москве на Новодевичьем кладбище (участок № 6).
И. Н. Плаксин разработал научные основы гидрометаллургии и извлечения благородных металлов из руд, теоретически обосновал процесс амальгамации, предложил эффективный способ интенсификации процесса цианирования. Им была создана теория взаимодействия газов с минералами при флотации, а также разработан ряд комбинированных методов (флотоотсадка, флотогравитация на столах). С 1977 года ежегодно стали проводиться Плаксинские чтения.

## Награды и премии
- Сталинская премия третьей степени (1951) — за учебное пособие «Гидрометаллургия» (1949)
- Сталинская премия третьей степени (1952) — за разработку и внедрение метода обогащения полезных ископаемых
- Орден Ленина (1953)[2]
- Орден Трудового Красного Знамени (1944)[2]
- медали